# 1798年爱尔兰起义

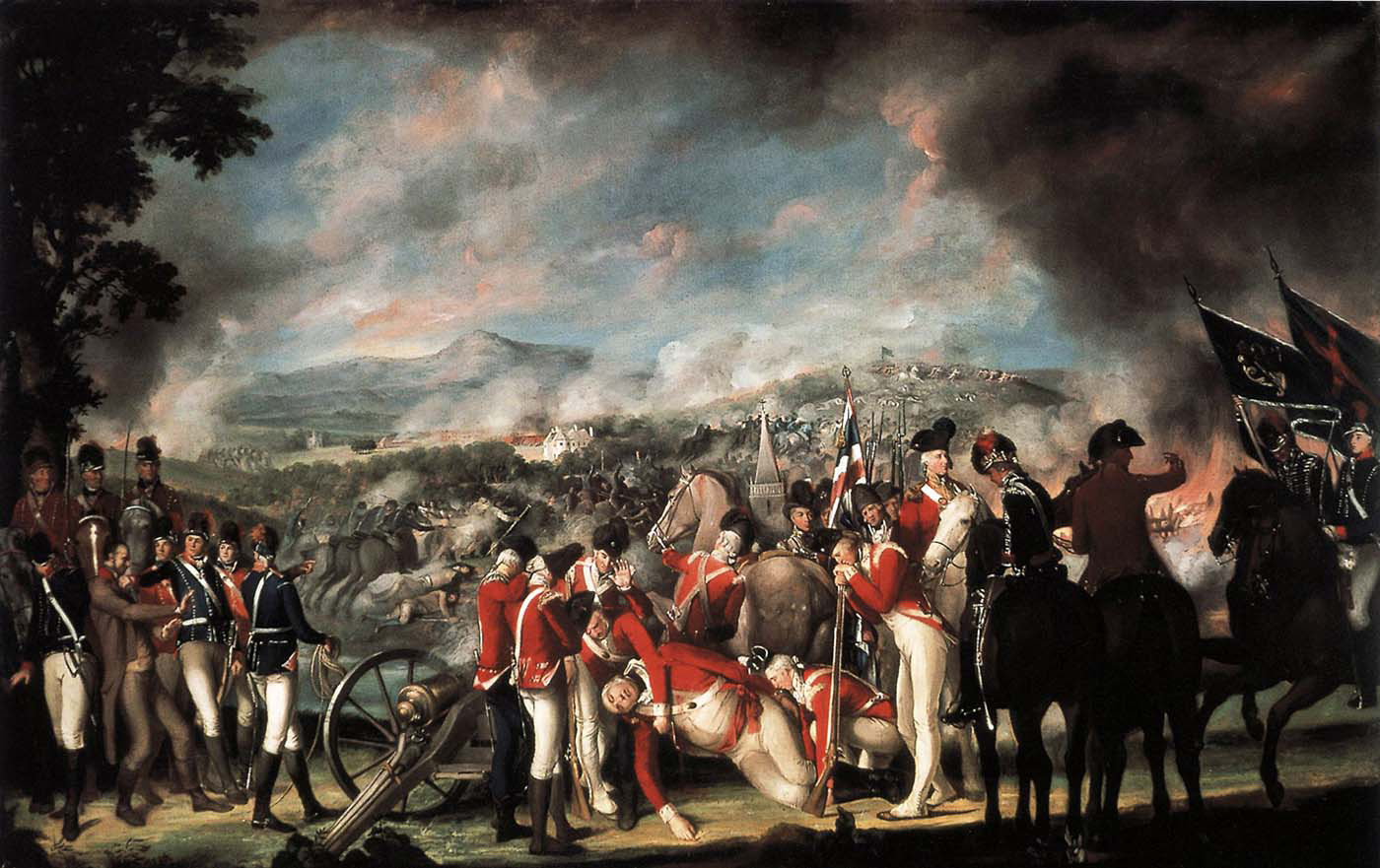
1798年爱尔兰起义

1798年爱尔兰起义是爱尔兰反抗英国统治的起义，由于受美国独立战争和法国大革命的启发，联合爱尔兰人会发动此次起义。起义者与法国结盟，法国派遣军队在梅奥郡登陆，並在卡斯爾巴戰役和科盧尼戰役等戰役協助起義者。最终，起义被英国镇压，死亡人数约为1万—3万。起义期间，起义者建立爱尔兰共和国。